# 承玄
承玄（428年-430年），是十六国時期北涼君主，太祖武宣王沮渠蒙逊的年號，共計3年。甘肅出土的造經塔殘石有與史書記載不同的“承玄二年嵗在戊辰”字樣，又酒泉市高善穆石造像塔發現的銘文「承玄元年歲在戊辰四月十〔四〕日辛亥」，所記年份與史書相合。

## 纪年
| 承玄 | 元年  | 二年  | 三年  |
| ---- | ----- | ----- | ----- |
| 公元 | 428年 | 429年 | 430年 |
| 干支 | 戊辰  | 己巳  | 庚午  |

## 参看
- 中国年号索引
- 同期存在的其他政权年号
  - 元嘉（424年八月—453年十二月）：南朝宋皇帝宋文帝刘义隆的年号
  - 勝光（428年二月-431年六月）：夏国政权赫连定年号
  - 永弘（428年五月—431年正月）：西秦政权乞伏暮末年号
  - 太平（409年十月-430年）：北燕政权冯跋年号
  - 太興（431年正月-436年五月）：北燕政权冯弘年号
  - 神䴥（428年二月-431年十二月）：北魏政权北魏太武帝拓跋燾年号